# Леонтович Володимир Григорович
Леонтович Володимир Григорович (15 липня 1881 — 29 квітня 1968) — український інженер-будівельник, геодезист, архітектор-реставратор, професор Київського художнього інституту, Київського інженерно-будівельного інституту та Київського національного університету імені Тараса Шевченка.

## Біографія
Народився 15 липня 1881 року в місті Гадяч, тепер Полтавської області в родині колезького секретаря. У 1901—1906 роках навчався на інженерному відділенні Київського політехнічного інституту. До 1909 року проводив експедиційні інженерні вишукування у Ізяславі, Острозі та Житомирі. У 1909—1914 на посаді головного архітектора Житомира займався відбудовою пам'ятників архітектури. У 1912—1917 роках як експерт проводив геодезичне обстеження та обмірювання інженерних споруд за дорученням Археологічної комісії. З 1910 року розпочав педагогічну та наукову діяльність у Київському політехнічному інституті. На початку 1930-х працював у Київському інституті цивільних інженерів (нині КНУБА) на посадах доцента, з 1940 року професора, у 1940—1941 роках завідувача кафедри інженерної геодезії. У 1935—1941 роках викладав геодезію у гірничому та художньому інститутах, залізничному технікумі, гідротехнічному училищі, Індустріальному інституті. У 1941—1942 роках перебував на посаді голови правління Будинку вчених, працював у 1943 році інженером Бюро вишукувань Міської управи, у 1943—1944 роках очолював геодезичний відділ Управління головного архітектора міста Києва. Водночас склав плани парків на схилах Дніпра — Аскольдової могили та Пушкінського. Працював у Київському університеті у 1944—1946 роках завідувачем кафедри геодезії та картографії. З 1946 року повернувся до Київського інженерно-будівельного інституту. Спорудив за проектом художника Василя Максимова храм-пам'ятник на козацьких могилах під Берестечком.
Помер 1968 року, похований у Києві на Байковому кладовищі.

## Наукові праці
Автор 8 посібників для студентів географічних та інженерно-будівельних спеціальностей. Основні праці:
1. Літня геодезична практика: Посібник. — К., 1929
2. (рос.) Уход за геодезическими инструментами. — М., 1935, 1938, 1953.
3. (рос.) Техническое нивелирование. — М., 1938.
4. (рос.) Нивелирование при инженерных работах. — М., 1959.

## Інтернет-ресурси
- Хто був і є у місті Гадяч [Архівовано 18 травня 2017 у Wayback Machine.]